# هزه (شاندونگ)
هزه (شاندونگ) (به لاتین: Heze) یک سکونتگاه مسکونی در جمهوری خلق چین است که در شاندونگ واقع شده‌است.

## خصوصیات
هزه ۱۲٬۵۹۸ کیلومترمربع مساحت و ۸٬۲۸۷٬۸۰۰ نفر جمعیت دارد.